# Andreas Beikirch
Andreas Beikirch (Hilden, Rin del Nord-Westfàlia, 29 de març de 1970) és un ciclista alemany, que fou professional entre 1996 i 2008. Va combinar la carretera amb la pista.

## Palmarès en pista
- 1988
  -  Campió del món júnior en Puntuació
- 1990
  - 1r als Sis dies de Nouméa, amb Frank Kühn
- 1993
  -  Campió d'Alemanya de puntuació
- 1995
  -  Campió d'Alemanya de Madison, amb Uwe Messerschmidt
- 1996
  -  Campió d'Alemanya de puntuació
  -  Campió d'Alemanya de Madison, amb Uwe Messerschmidt
- 2000
  -  Campió d'Alemanya de Madison, amb Olaf Pollack
- 2002
  - 1r als Sis dies de Dortmund, amb Andreas Kappes
- 2003
  - Campió d'Europa de Madison, amb Andreas Kappes
- 2004
  - 1r als Sis dies de Stuttgart, amb Andreas Kappes i Gerd Dörich
- 2005
  - 1r als Sis dies de Bremen, amb Robert Bartko
- 2006
  -  Campió d'Alemanya de Madison, amb Robert Bartko

### Resultats a laCopa del Món
- 1995
  - 1r a Atenes, en Puntuació
  - 1r a Cottbus, en Madison

## Palmarès en ruta
- 1993
  - Vencedor de 3 etapes al Cinturó a Mallorca
- 1997
  - 1r al Coca-Cola Trophy
  - 1r al Premi d'Armorique
- 1999
  - Vencedor d'una etapa de la Volta a la Baixa Saxònia
  - Vencedor d'una etapa del Tour de Beauce